# Leptodactylus validus
Leptodactylus validus é uma espécie de anfíbio da família Leptodactylidae. Pode ser encontrada em Granada, São Vicente e Granadinas (São Vicente e Bequia), Trinidad e Tobago, Venezuela, Guiana, Suriname, Guiana Francesa e Brasil.

## Nomenclatura e taxonomia
A forma continental Leptodactylus pallidirostris foi considerada coespecífica com L. validus em 2006.